# 萨斯巴赫瓦尔登
萨斯巴赫瓦尔登是德国巴登-符腾堡州的一个市镇。总面积18.13平方公里，总人口2475人，其中男性1233人，女性1242人（2011年12月31日），人口密度137人/平方公里。